# Düsseldorf Open
Düsseldorf Open, v úvodním ročníku pořádaný pod názvem Power Horse Cup, byl profesionální tenisový turnaj mužů hraný v německém Düsseldorfu, hlavním městě spolkové země Severní Porýní-Vestfálsko. Na okruhu ATP World Tour se řadil do kategorie ATP World Tour 250. Probíhal v areálu Rochusclub na otevřených antukových dvorcích.
Turnaj, který se konal v květnovém termínu, byl založen v roce 2013 a měl jen dva ročníky. Na okruhu ATP nahradil bělehradskou událost Serbia Open uskutečňovanou také na antuce. Düsseldorfský turnaj navázal na mužskou týmovou soutěž Světový pohár družstev, jež se odehrávala ve stejném oddílu v letech 1978–2012. Představoval přípravu na antukový grandslam French Open, který jej v kalendáři okruhu následoval. Debutový ročník proběhl mezi 18.–25. květnem 2013 se jménem sponzora Power Horse v názvu. Druhý ročník 2014 již komerční pojmenování neměl.
Turnajovou licenci společně vlastnili bývalí tenisté Rainer Schüttler a Ion Țiriac. Do soutěže dvouhry nastupovalo třicet dva hráčů a čtyřhry se účastnilo šestnáct párů. Celková dotace k roku 2014 činila 485 760 eur.
Pro nezájem sponzorů získal práva düsseldorfského turnaje v kalendáři ATP Tour 2015 antukový Geneva Open se sídlem v Ženevě.

## Přehled finále

### Dvouhra
| Rok  | Vítěz                 | Finalista       | Výsledek      |
| 2014 | Philipp Kohlschreiber | Ivo Karlović    | 6–2, 7–6(7–4) |
| 2013 | Juan Mónaco           | Jarkko Nieminen | 6–4, 6–3      |

### Čtyřhra
| Rok  | Vítězové                       | Finalisté                        | Výsledek         |
| 2014 | Santiago González Scott Lipsky | Martin Emmrich Christopher Kas   | 7–5, 4–6, [10–3] |
| 2013 | Andre Begemann Martin Emmrich  | Treat Conrad Huey Dominic Inglot | 7–5, 6–2         |